# Onyx (Formule 1)
Onyx is een voormalig autoraceteam dat in 1989 en 1990 in de Formule 1 uitkwam en daarin 1 podiumplaats behaalde in de Grote Prijs van Portugal 1989.

## Geschiedenis
In 1978 werd Onyx Race Engineering opgericht door Mike Earle en Greg Field, Earle had al enige ervaring in de autosport als teambaas in verschillende race-klassen midden jaren zeventig. Onyx startte in de Formule 2 maar nadat hun coureur Riccardo Paletti in 1982 door Osella in de Formule 1 werd gebracht besloot men ook een poging te wagen met een privé March gereden door de Spanjaard Emilio de Villota, die 5 keer werd ingeschreven. De bedoeling was om voor het seizoen 1983 met een eigen auto deel te nemen met Paletti als coureur. Door het verongelukken van Paletti verdwenen de Formule 1-plannen in de ijskast. Ook trok Field zich terug uit het team en men maakte de stap terug naar Formule 2.
Pas in 1988 begon Earle weer aan Formule 1 te denken. In de tussentijd bleek Onyx een competitief team in de Formule 2 en de opvolger daarvan, de Formule 3000. Latere Formule 1-coureurs Emmanuele Pirro, Stefano Modena, Pierre-Henri Raphanel en Volker Weidler reden in deze jaren voor het team. Modena wist in 1987 zelfs de titel te pakken. De financiële middelen voor de overstap naar Formule 1 kwamen eerst van Paul Shakespeare en later van Jean-Pierre Van Rossem die Shakespeares aandelen in het team overkocht.
De auto voor 1989 werd ontworpen door Alan Jenkins, de motoren kwamen van Ford en als coureurs trok men de ervaren ex-Ferrari- en McLaren-coureur Stefan Johansson en het Belgische talent Bertrand Gachot aan. De start van het seizoen was moeizaam omdat de wagen laat klaar was gekomen, pas in Mexico (de vierde Grand Prix van het jaar) wist Johansson zich voor het eerst te kwalificeren. Gachot moest toen nog 3 races wachten, bij de Grand Prix van Frankrijk kwalificeerde hij zich voor het eerst. Johansson zorgde daar voor grote vreugde door vijfde te worden en de eerste 2 punten in de wacht te slepen.
Intern was er intussen van alles aan de hand, Field was teruggekeerd bij het team en Gachot en Van Rossem kregen onenigheid. Bovendien wilde Van Rossem de Formule 1 verlaten vanwege de hoge kosten. Gachot moest na een kritisch interview uiteindelijk vertrekken en werd voor de rest van het seizoen vervangen door JJ Lehto, testcoureur van Ferrari.
Bij de Grand Prix van Portugal zorgde Johansson voor het hoogtepunt van het seizoen door zonder pitstops en op compleet versleten banden derde te worden. Een fenomenaal resultaat voor een debuterend team. De rest van het seizoen haalde het team geen punten meer hoewel Lehto een goede indruk achterliet.
Tijdens de winter rommelde het intern opnieuw en nadat Onyx zowel Porsche als Honda-motoren misliep vertrok Van Rossem definitief. Ook Earle, Field, Jenkins en andere leidinggevenden vertrokken. De nieuwe eigenaar werd de Zwitser Peter Monteverdi, samen met onder andere Karl Foitek.
Monteverdi bleek te onervaren om het team te leiden, Onyx maakte in 1990 nauwelijks indruk en kwalificeerde zich zelden. Na 2 races werd Johansson vervangen door Gregor Foitek, zoon van Karl, waarna Johansson een rechtszaak tegen Onyx begon. Monteverdi veranderde toen de naam van het team in Monteverdi, maar door financiële problemen en gebrekkig onderhoud waren de wagens een gevaar om in te rijden. Dat was ook de reden dat Karl Foitek zich in de nazomer terugtrok uit het team en Onyx/Monteverdi definitief in elkaar stortte. Paul Monteverdi heeft nog een Formule 1-auto voor 1991 gemaakt die zelfs nog door Lehto getest werd, maar dat project kwam niet meer van de grond.

## Complete resultaten in de Formule 1
- Races vetgedrukt betekent pole position, races cursief betekent snelste ronde.

| Seizoen | Inschrijving                                 | Chassis      | Motor       | Rijders          | 1   | 2   | 3   | 4   | 5   | 6   | 7   | 8   | 9   | 10  | 11  | 12  | 13  | 14  | 15  | 16  | Pos | Punten |
| ------- | -------------------------------------------- | ------------ | ----------- | ---------------- | --- | --- | --- | --- | --- | --- | --- | --- | --- | --- | --- | --- | --- | --- | --- | --- | --- | ------ |
| 1989    | Onyx Grand Prix                              | ORE-1        | Ford DFR V8 |                  | BRA | SMR | MON | MEX | USA | CAN | FRA | GBR | GER | HUN | BEL | ITA | POR | ESP | JPN | AUS | 10  | 6      |
| 1989    | Onyx Grand Prix                              | ORE-1        | Ford DFR V8 | Stefan Johansson | NPQ | NPQ | NPQ | NF  | NF  | DQ  | 5   | NPQ | NF  | NF  | 8   | NPQ | 3   | NPQ | NPQ | NPQ | 10  | 6      |
| 1989    | Onyx Grand Prix                              | ORE-1        | Ford DFR V8 | Bertrand Gachot  | NPQ | NPQ | NPQ | NPQ | NPQ | NPQ | 13  | 12  | NQ  | NF  | NF  | NF  |     |     |     |     | 10  | 6      |
| 1989    | Onyx Grand Prix                              | ORE-1        | Ford DFR V8 | Jyrki Järvilehto |     |     |     |     |     |     |     |     |     |     |     |     | NPQ | NF  | NPQ | NF  | 10  | 6      |
| 1990    | Onyx Formula One Monteverdi Onyx Formula One | ORE-1 ORE-1B | Ford DFR V8 |                  | USA | BRA | SMR | MON | CAN | MEX | FRA | GBR | GER | HUN | BEL | ITA | POR | ESP | JPN | AUS | -   | 0      |
| 1990    | Onyx Formula One Monteverdi Onyx Formula One | ORE-1 ORE-1B | Ford DFR V8 | Stefan Johansson | NQ  | NQ  |     |     |     |     |     |     |     |     |     |     |     |     |     |     | -   | 0      |
| 1990    | Onyx Formula One Monteverdi Onyx Formula One | ORE-1 ORE-1B | Ford DFR V8 | Gregor Foitek    |     |     | NF  | 7   | NF  | 15  | NQ  | NQ  | NF  | NQ  |     |     |     |     |     |     | -   | 0      |
| 1990    | Onyx Formula One Monteverdi Onyx Formula One | ORE-1 ORE-1B | Ford DFR V8 | Jyrki Järvilehto | NQ  | NQ  | 12  | NF  | NF  | NF  | NQ  | NQ  | NC  | NQ  |     |     |     |     |     |     | -   | 0      |